# Gran Guardia (Argentine)
Pour les articles homonymes, voir Gran Guardia.
Gran Guardia est une localité argentine située dans le département de Formosa, province de Formosa. Elle est située à environ 80 km à l'ouest de la ville de Formosa, à 7 km au sud de la route nationale 81, le long de la route provinciale 16, du site de la troisième croix du chemin de croix de Formosa.